# エポニム
エポニム（英語: eponym）、冠名語（かんめいご）は、
- おもに人物の名前を拠り所とする語句[1][2]である。
  - 発見者らの氏名などから二次的に命名された語句で、広範で用いられる[3][4][5]。本項でおもに記す。
- 名祖（）[1][3]。事物、土地、民族などの名称の起源となった人物[6][7][8][9]などを指す。

## 概要
おもに人物や事物の名称を拠り所として、実在や架空の人物、神話の登場人物などを含む。語源は、ギリシャ語で「……の後に」を意味する“epi”と、英語の-onym “onoma”の合成語である。
日本語訳として、冠名語、冠名語句、冠名用語などが用いられる。江戸時代以後は当該の始祖となる人物の氏名に拠るものが多く、江戸以前は後世に見立てや洒落による命名が多い。
新たに発見、発明、考案された理論、法則、定理、単位、概念、現象、構造、装置、物質などに、発見者らの氏名を冠することを、エポニミー（英語: eponymy）と称し、人名を冠した用語そのものを指す事例も見られる。エポニミー現象は西洋の近代自然科学が勃興する16世紀から17世紀頃に出現し、18世紀末期から19世紀頃に次第に浸透して定着する。エポニミーは発見者らを褒賞する企図もある。人名を冠して企業業績が上昇する効果を、エポニミー効果 (eponymy effect) と称する。
医学分野のエポニムはメディカル・エポニム (Medical eponyms) と称し、人物や場所の名称に拠る症状や疾患などの名称を指す。

## 成立
エポニムの成立過程を下記する。

### 自身の氏名を付す
自然界で発生した物はその主体にまだ名称が存在せず、自身に自らの名は命名できない。

### 創造主、発見者が自らの氏名を付す
企業や店舗などの屋号に自らの名を付すことは広く見られ、企業の名称がその製品の総称となる事例も多い。
自然科学分野の発明では事例が少ない。
二世など自身の氏名を子に襲名させる事例がある。
小惑星の名称は小惑星センター (MPC) から発見者に命名権が与えられ、発見者の氏名が付される事例がある。

### 創造主、発見者以外の他者が命名
引用する者、後世の者、マスコミ、命名機関などが、発見者や発明者などの名で呼称する事例がある。最初の発見や発明者に限らず、再発見、再発明、紹介者らに拠る事例も多く、スティグラーの法則と称する。
彗星の名称は、小惑星センター (MPC) が発見者の氏名を付す。

### 関係者の名前を付す
恩師、スポンサー、協力者、国王や領主、家族などの名を付す事例がある。
自然科学、特に生物学名は献名と称する。

### 偉人の名前を付す
無関係な偉人の名を付す場合で、月、水星、金星のクレーターなどで見られる。コペルニクス・クレーターと天文学者コペルニクスは関連せず、同じく日本人の氏名で紫式部、狩野永徳、二葉亭四迷などに拠るクレーターが水星にあるがそれぞれ関連しない。
ソビエト連邦など社会主義国は、指導者や革命家の名を無関係の都市に付して改名する事例が多い。レニングラード（サンクトペテルブルク）、スターリングラード（ヴォルゴグラード）、スヴェルドロフスク（エカテリンブルク）、ゴーリキー（ニジニ・ノヴゴロド）、オルジョニキーゼ（ウラジカフカス）、フルンゼ（ビシュケク）、カール・マルクス・シュタット（ケムニッツ）、チトーグラード（ポドゴリツァ）、カリーニングラード（ケーニヒスベルク）などがあるが、現在はカリーニングラードを除いて旧市名に復している。
空港に偉人や著名人の名を付す事例が多い。ジョン・F・ケネディ国際空港（ニューヨーク）、ワシントン・ダレス国際空港（ワシントンD.C.）、パリ＝シャルル・ド・ゴール空港（パリ）、リバプール・ジョン・レノン空港（リバプール）などが世界各国で多数見られ、日本では高知龍馬空港（高知県南国市）がある。
アメリカ海軍はニミッツ級航空母艦に、歴代アメリカ大統領、著名政治家、軍人などの名前を付し、ドワイト・D・アイゼンハワー、カール・ヴィンソン、セオドア・ルーズベルト、ロナルド・レーガン、ジョージ・H・W・ブッシュ、ジェラルド・R・フォード、ジョン・F・ケネディなどがある。イギリス海軍の空母クイーン・エリザベス、フランス海軍の空母シャルル・ド・ゴール、クルーズ客船のクイーン・ヴィクトリアなど、国を代表する艦船に偉人や著名人の名を付す事例が多い。
小惑星の名称は小惑星センター (MPC) から発見者に命名権が与えられるが、偉人の名前を付す場合は死後100年の経過を要する。

## 語形による分類

### 変化せず用いる
単位名は、ニュートンなど変化させずに用いる事例が多い。

### 語形を変化
古来は広範でエポニムをラテン語化した。アメリカは、探検家アメリゴ・ヴェスプッチアメリゴのラテン名Americus Vespuciusに由来し、ラテン語terra(「大地」女性名詞）の類推でAmericaとなった。
現在は語幹のラテン語化は少ないが、生物学名の種小名（属格）、元素名 (-ium) 、素粒子名 (-on) など、語尾のラテン語化が慣例とされる分野がある。
人名などへ語尾を付加し形容詞を派生させた例も多く見られる。英語の例では、ラグランジアン、ハミルトニアンなど（eponymous adjectives）。
人名のアクロニウムは企業名や商品名で多く見られる。

### 他の語句を付す
人名の後に、法則や定理、係数や効果などの語を付したもので、ボイル＝シャルルの法則、ベルヌーイの定理などがある。
フレミング左手の法則など、説明的な命名と併用される事例もある。

### 略語
多数の人名が連なる場合に、EPRパラドックス（アインシュタイン＝ポドルスキー＝ローゼンのパラドックス）、HR図（ヘルツシュプルング・ラッセル図）などアクロニムを用いる事例がある
awk（プログラミング言語）など、アクロニムが正式名称の場合もある。

## エポニムの例

### 一般
- アキレス腱[29]
- アマトリチャーナ - 料理、イタリアのコムーネ、アマトリーチェ[30]から。
- 綾杉 - 日本酒、福岡市香椎宮の神木、綾杉[31][32]から。
- インゲンマメ - 隠元隆琦[33]から。
- エピメニデスのパラドックス
- オッカムの剃刀
- カーディガン - カーディガン伯爵[34]から
- カルネアデスの板
- ギロチン - ジョゼフ・ギヨタン[35]から
- 金平 - 坂田金平[36]から
- 虞美人草 - 虞美人[37]から
- クレオパトラの鼻
- コロンブスの卵
- ケリーバッグ
- 弘法麦[38]
- 五右衛門風呂
- コンドーム
- サクソフォーン
- 薩摩守[39]
- サンドイッチ - サンドウィッチ伯爵[34][9]から
- シルエット - エティエンヌ・ド・シルエット[40][29]から
- スーザフォン
- ゼノンのパラドックス
- 川柳 - 柄井川柳[34]から
- 沢庵 - 沢庵宗彭[34][29]から
- テセウスの船
- テディベア
- 出歯亀 - 池田亀太郎[41]から
- ドーベルマン - フリードリヒ・ルイス・ドーベルマン[42]から
- 土左衛門 - 成瀬川土左衛門[34][1]から
- のろま - 野呂松勘兵衛[43]から
- バーキン
- ビュリダンのロバ
- フランケンシュタイン - 「フランケンシュタインの怪物」の意味で用いる場合はエポニムである。作者の設定も物語も怪物は名が無い。
- ブルマー - アメリア・ジェンクス・ブルーマー[34]から
- プロクルーステースのベッド
- ボイコット - チャールズ・ボイコット (en:Charles Boycott) [7]から。
- 包丁
- ホチキス - ベンジャミン・ホチキス[34]から
- 孫の手
- まつざきしげるいろ
- モールス信号
- 八百長一節 - 八百屋の長兵衛[44]からの説がある。
- 弥助[45]
- 八ツ橋 - 八橋検校の箏[46]から、ほかに諸説ある。
- 友禅 - 宮崎友禅[47]から
- リンチ - ウィリアム・リンチ (en:William Lynch (Lynch law)) [34]から
- レオタード - ジュール・レオタール[48][49]から
- ジャンボ - ジャンボ(アフリカゾウ)

### 地名、料理など
地名はアメリゴ・ヴェスプッチからアメリカ、アイゲウスからエーゲ海、エウローペーからヨーロッパなど人名に拠る事例が多く、パラドックスや哲学も関係者の氏名が多く含まれ、料理もマドレーヌやピッツアマルゲリータ、ビーフストロガノフ、シャリアピン・ステーキなど関係者の氏名を用いる事例が多いが、それぞれの語源は異説が多い。

### 科学
生物の学名や和名などは献名、ほかに医学のエポニムの一覧、数学のエポニムの一覧、天文学のエポニムの一覧、人名に由来する物理単位の一覧、人名反応（化学）、それぞれに詳述がある。
- アルツハイマー病
- アンペールの法則
- カイパーベルト
- 華氏
- 川崎病
- クーロンの法則
- ジニ係数
- ジュール・トムソン効果
- 摂氏
- ゼーマン効果
- 田原結節
- ドップラー効果[3]
- ニュートン力学
- ハインリッヒの法則
- 橋本病 - 橋本策[50]から
- バセドー病
- パーキンソン病
- ハンセン病
- ビオ＝サバールの法則
- フェルミオン
- ブラウン管
- ベルヌーイの定理
- ベン図
- ボーア・モデル
- ボース・アインシュタイン凝縮
- ホール効果
- ボルツマン定数
- マーデルング定数
- ラグランジュ点
- ラブ波
- レントゲン - ヴィルヘルム・レントゲン[51]から
- ローレンツ力

### スポーツ
- アクセルジャンプ
- イナバウアー
- 河津掛け
- グレイシー柔術
- サルコウ
- 体操競技の新技は完成者の氏名が多い。技と技名・新技に詳述がある。

### 英語
- Ludolph's number（円周率）
- ferris wheel（観覧車）
- braille（点字）